# V347 Андромеды
V347 Андромеды (лат. V347 Andromedae) — двойная звезда в созвездии Андромеды на расстоянии приблизительно 3583 световых лет (около 1098 парсеков) от Солнца. Видимая звёздная величина звезды — от +9,72m до +9,38m.

## Характеристики
Первый компонент — красный гигант, пульсирующая полуправильная переменная звезда типа SRS (SRS:) спектрального класса M2, или M5. Масса — около 1,177 солнечной, радиус — около 90,22 солнечных, светимость — около 1103,76 солнечных. Эффективная температура — около 3503 K.
Второй компонент — коричневый карлик. Масса — около 51,69 юпитерианских. Удалён на 1,579 а.е..